# Nebănuitele trepte
Nebănuitele trepte este un film românesc din 1974 regizat de Maria Săpătoru.